# Pristimantis rosadoi
Espèce
Synonymes
- Eleutherodactylus rosadoi Flores, 1988

Statut de conservation UICN

 VU B1ab(iii) : Vulnérable
Pristimantis rosadoi est une espèce d'amphibiens de la famille des Craugastoridae.

## Répartition
Cette espèce se rencontre du niveau de la mer jusqu'à 800 m d'altitude :
- en Équateur dans les provinces d'Esmeraldas, de Carchi, d'Imbabura et de Pichincha ;
- en Colombie dans le département de Nariño et sur l'île Gorgona.

## Étymologie
Cette espèce est nommée en l'honneur de José P. Rosado.

## Publication originale
- Flores, 1988 : Two new species of Ecuadorian Eleutherodactylus (Leptodactylidae) of the E. crucifer assembly. Journal of Herpetology, vol. 22, no 1, p. 34-41.